# Selección femenina de hockey sobre pasto de México

La selección femenina de hockey sobre pasto de México es el equipo nacional que representa a México en las competiciones internacionales femeninas de hockey sobre césped.

## Selección mayor
En Toronto 2015 la selección se encontraba conformada por: Juarez Ana, Acosta Maribel, Cota Eliana, Correa Cindy, Correa María, Navarro Michel,  Valdes Jennifer, Inguanzo Monserrat, Correa Marlet, Estrada Arlette, Oviedo Fernanda, Bianchi Mireya, Sanchez Jessica, Hinojosa María, Orozco Karen, Castillo Jesús teniendo como entrenador a Castellanos Arely. 
En Barranquilla 2018 la selección se encontraba conformada por: Castillo Jesús, Bianchi Mireya, Lacheno Mayra, Acosta Maribel, Correa Cindy, Correa María, Navarro Michel, Valdes Jennifer, Inguanzo Monserrat, Juarez Ana, Correa Marlet, Estrada Arlette, Oviedo Fernanda, Nava Nathalia, Hinojosa María, Orozco Karen, teniendo como entrenador a Castellanos Arely. 
En Lima 2019 la selección se encontraba conformada por: Castillo Jesús, Bianchi Mireya, Lacheno Mayra, Acosta Maribel, Gonzalez Karen, Correa Cindy, Correa María, Navarro Michel, Valdes Jennifer, Inguanzo Monserrat, uarez Ana, Correa Marlet, Estrada Arlette, Oviedo Fernanda, Nava Nathalia,, Ramirez Carla, Orozco Karen, teniendo como entrenador a Castellanos Arely. 
En Santo Domingo 2023 la selección se encontraba conformada por las jugadoras: Acosta Maribel, Correa Cindy, Aguilera Mitzi, Cuevas Dayana, Rivera Katerine, Cardiel Naomi, Espinoza Valeria, Gutierrez Dafne, Estrada Arlette, Mendoza Grecia, Oviedo Fernanda, Perez Sofía, Perez María, Cardiel Dariana, y García Itzel, teniendo como entrenador a Zuleta Zan. 
Bermudas 2024 la selección se encontraba conformada por las jugadoras: Acosta Maribel, Cardiel Dariana, Cardiel Naomi, Cuevas Dayana, Estrada Arlette, García Alejandra, Lopez Ana, Lopez Samantha, Mendoza Grecia, Nava Nathalia, Noria Ximena, Oviedo Fernanda, Pereida Mariel, Perez Alondra, Rivera Katerine, Rodriguez María, teniendo como entrenador a Zuleta Zan. 

## Selección U21
En Surrey 2024 la selección se encontraba formada por las jugadoras: Lopez Samantha, Lopez Ana, García Itzel, Sosa America, Cardiel Dariana, Rodriguez María, Guzman Fernanda, Perez Sofía, Hernandez Yuritzi, Perez Alondra, Espinoza Valeria, Pereida Maribel, Noria Ximena, Cruz Melanie, Reyes Atzhiry, Castillo Nancy, Ortiz Cristina, Nava Nataly, teniendo como entrenador a Zuleta Zan.
En Barbados 2025 la selección se encuentra conformada por: Arteaga Dana, Camacho Estefania, Castillo Nancy, Cruz Melanie, De los Rios Miriam, Espinoza Valeria, Guzman Fernanda, Lopez Ana, Lopez Samantha, Mares María, Moreno Brenda, Noria Ximena, Plata Gala, Ramírez María, Rodríguez María, teniendo como entrenador a Zuleta Zan.
En Asunción 2025 la selección se encuentra conformada por: Sosa America, Rodriguez María, Ramírez María, Plata Gala, Ortiz Cristina, Noria Ximena, Moreno Brenda, Lopez Samantha, Lopez Ana, Guzmán Fernanda, Espinoza Valeria, De los Rios Miriam, Cuate Ximena, Cruz Melanie, Castillo Nancy, Camacho Estefanía, teniendo como entrenador a Zuleta Zan.

## Resultados

### Campeonato Mundial
- 1974: 10.º
- 1976: 7.º
- 1981: 11.º

### Juegos Panamericanos
- La Habana 1991: 4.º
- Winnipeg 1999: 7.º
- Guadalajara 2011: 6.º
- Toronto 2015: 6.º
- Lima 2019: 6.º
- Santiago 2023: 8.º

### Copa Panamericana
- Kingston 2001: 7.º
- Barbados 2004: 6.º
- Hamilton 2009: 6.º
- Mendoza 2013: 5.º
- Lancaster 2017: 6.º

### Juegos Centroamericanos y del Caribe
- Santiago de los Caballeros 1986: 4.º
- Ciudad de México 1990:
- Ponce 1993: 5.º
- Maracaibo 1998:
- San Salvador 2002: 4.º[1]
- Cartagena de Indias 2006: 6.º[2]
- Mayagüez 2010: [3]
- Veracruz 2014: [4]
- Barranquilla 2018:
- Santo Domingo 2023:

### Pan American Championship
- Surrey 2024: 6.º

### Pan American Challenge
- Bermudas 2024:
- Barbados 2025: